# Šebestěnice
Šebestěnice (en allemand : Sebestenitz) est une commune du district de Kutná Hora, dans la région de Bohême-Centrale, en République tchèque. Sa population s'élevait à 80 habitants en 2024.

## Géographie
Šebestěnice se trouve à 9 km à l'ouest-nord-ouest de Golčův Jeníkov, à 16 km au sud-sud-est de Kutná Hora et à 72 km à l'est-sud-est de Prague.
La commune est limitée par Zbýšov au sud, à l'ouest et au nord, et par Vlkaneč à l'est.

## Histoire
La première mention écrite de la localité date de 1303.